# Туль-Сент-Круа
Туль-Сент-Круа́ (фр. Toulx-Sainte-Croix) — коммуна во Франции, находится в регионе Лимузен. Департамент коммуны — Крёз. Входит в состав кантона Буссак. Округ коммуны — Гере.
Код INSEE коммуны — 23254.

## Население
Население коммуны на 2010 год составляло 297 человек.
| 1962 | 1968 | 1975 | 1982 | 1990 | 1999 | 2010 |
| ---- | ---- | ---- | ---- | ---- | ---- | ---- |
| 645  | 570  | 507  | 435  | 361  | 304  | 297  |

## Экономика
В 2010 году среди 178 человек трудоспособного возраста (15—64 лет) 120 были экономически активными, 58 — неактивными (показатель активности — 67,4 %, в 1999 году было 64,2 %). Из 120 активных жителей работали 111 человек (67 мужчин и 44 женщины), безработных было 9 (6 мужчин и 3 женщины). Среди 58 неактивных 9 человек были учениками или студентами, 33 — пенсионерами, 16 были неактивными по другим причинам.